# Station Bautzen
Station Bautzen is een spoorwegstation in de Duitse plaats Bautzen. Het station is gelegen aan de doorgaande spoorlijn Görlitz - Dresden-Neustadt. Daarnaast heeft het station een verbinding met Bad Spandau middels de spoorlijn Bautzen - Bad Schandau. De spoorlijn Bautzen - Hoyerswerda is reeds opgebroken.

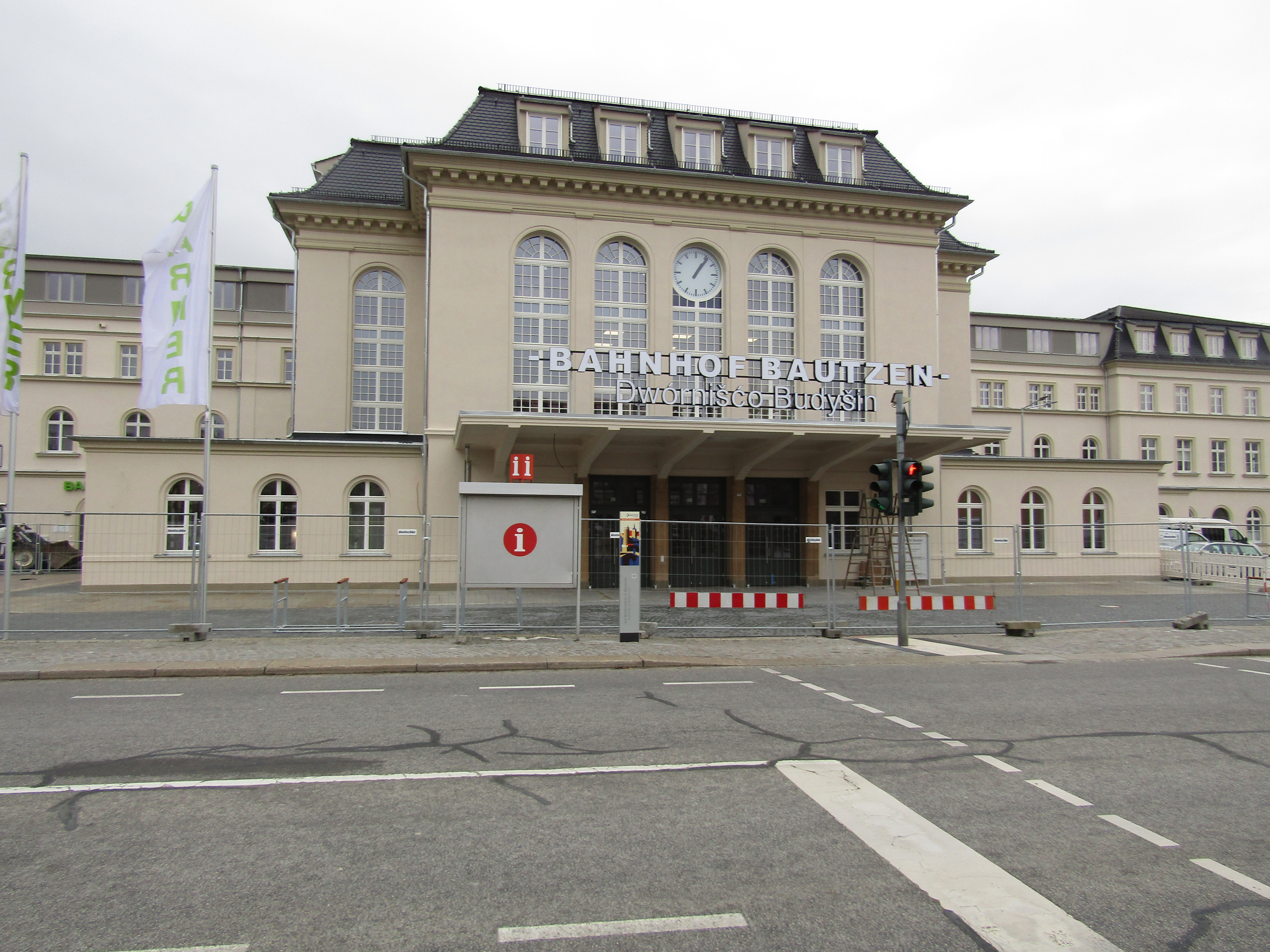
Het stationsgebouw. Inmiddels is de weg ervoor opnieuw bestraat.